# Маланго, Бен
Бен Маланго Джита (фр. Ben Malango Ngita; род. 10 ноября 1993, Киншаса) — конголезский футболист, нападающий катарского клуба «Катар СК». Выступал за сборную ДР Конго по футболу.

## Карьера

### Клубная карьера
Начал игровую карьеру в команде «Дон Боско», за которую играл в течение трёх сезонов. 
В ноябре 2016 года перешёл в самый титулованный клуб страны «ТП Мазембе». В составе «Мазембе» в 2017 и 2019 годах он становился чемпионом страны, а также в 2017 году стал обладателем Кубка Конфедерации КАФ.
Летом 2019 года перешёл в марокканский клуб «Раджа», подписав с командой трёхлетний контракт. В составе этой команды в 2020 году он стал чемпионом страны и победителем Арабской лиги чемпионов. Через год, в 2021 году он завоевал второй Кубка Конфедерации КАФ в своей карьере.
26 июля 2021 года перешёл в клуб из ОАЭ «Шарджа», подписав с командой трёхлетний контракт.
В сентябре 2022 года он покинул ОАЭ и уехал в Катар, где подписал контракт с клубом «Катар СК».

### Международная карьера
С 2017 года является игроком сборной Демократической Республики Конго по футболу.

## Достижения

### Командные
«ТП Мазембе»
- Чемпион ДР Конго (2): 2017, 2019
- Кубок Конфедерации КАФ (1): 2017

 «Раджа»
- Чемпион Марокко (1): 2019/20
- Кубок Конфедерации КАФ (1): 2020
- Арабская лига чемпионов (1): 2020

### Личные
- Лучший бомбардир Чемпионата ДР Конго (1): 2017
- Лучший бомбардир Кубка Конфедерации КАФ (2): 2017, 2021